# Kaczory (gmina)
Pour les articles homonymes, voir Kaczory.
Kaczory est une gmina rurale du powiat de Piła, Grande-Pologne, dans le centre-ouest de la Pologne. Son siège est le village de Kaczory, qui se situe environ 12 km au sud-est de Piła et 78 km au nord de la capitale régionale Poznań.
La gmina couvre une superficie de 150,01 km2 pour une population de 7 526 habitants.

## Géographie

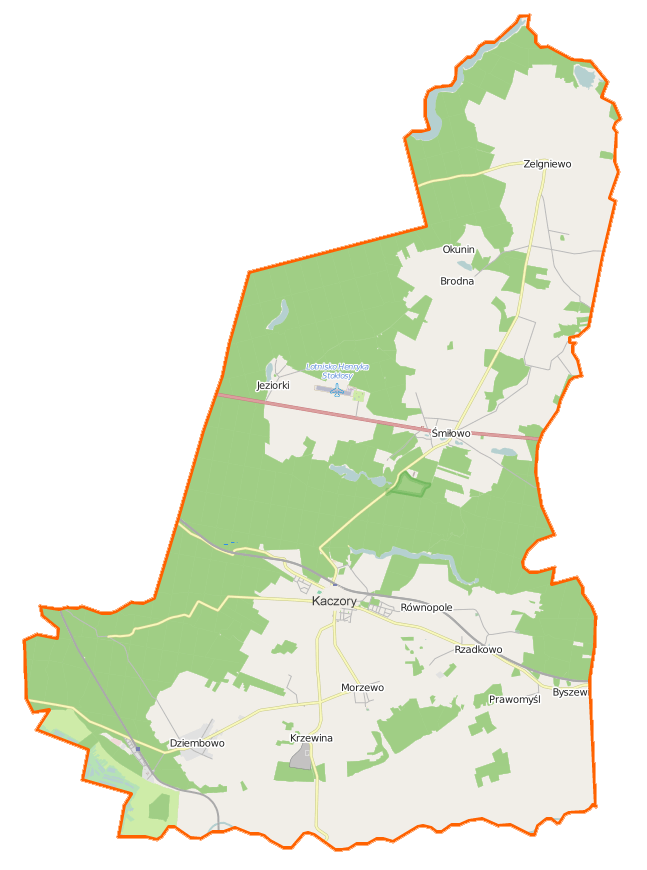
Plan de la gmina.

Outre le village de Kaczory, la gmina inclut les villages de:
- Brodna
- Dziembowo
- Dziembówko
- Jeziorki
- Krzewina
- Morzewo
- Prawomyśl
- Równopole
- Rzadkowo
- Śmiłowo
- Zelgniewo

### Gminy voisines
La gmina de Kaczory est bordée des gminy de:
- Chodzież
- Krajenka
- Miasteczko Krajeńskie
- Piła
- Ujście
- Wysoka

## Structure du terrain
D'après les données de 2002, la superficie de la commune de Kaczory est de 150,01 km2, répartis comme tel :
- terres agricoles : 48%
- forêts : 42%

La commune représente 11,84% de la superficie du powiat.

## Démographie
Données du 30 juin 2004 :
| description        | Total  | Total | Femmes | Femmes | Hommes | Hommes |
| ------------------ | ------ | ----- | ------ | ------ | ------ | ------ |
| Unité              | Nombre | %     | Nombre | %      | Nombre | %      |
| population         | 7 483  | 100   | 3 746  | 50,1   | 3 737  | 49,9   |
| Densité (hab./km2) | 49,9   | 49,9  | 25     | 25     | 24,9   | 24,9   |